# Sazerac
 (mars 2022).
Le Sazerac est l'un des plus vieux cocktails connus, toujours populaire dans certaines régions des États-Unis, notamment à La Nouvelle-Orléans.

## Histoire
Ce cocktail tient son nom de la maison de cognac Sazerac de Forge et Fils (devenue Sazerac de Forge et Kotniski, avant de disparaître dans une acquisition en 1965 faite à Angoulême).  Un cognac aurait été donc utilisé à l'origine à la base de ce cocktail, remplacé plus tard par un whisky de seigle,.  La recette originale fait également appel à quelques gouttes de cocktail bitter, plus précisément celui préparé à l'époque vendu par l'apothicaire Antoine Amédée Peychaud, toujours vendu sous la marque Peychaud's. Le cocktail faisait également appel à l'absinthe, qui fut par la suite interdite (avant d'être à nouveau autorisée en novembre 1988). Les établissements américains utilisent parfois du pastis au lieu de l'absinthe. À La Nouvelle-Orléans, on préférera toutefois au pastis un peu d'alcool d'Herbsaint (Legendre). La Sazerac Company, l'entreprise à l'origine du café en question, racheta la distillerie du Kentucky produisant le whisky de seigle qu'elle utilisait pour le cocktail, et commercialise un Kentucky Straight Rye Whisky sous la marque Sazerac. Il existe un prémix vendu sous le nom de Sazerac, composé de brandy et de bourbon ; certains puristes dénoncent l'utilisation de ce dernier type de whisky pour préparer ce cocktail.
En 2008, il est proclamé cocktail officiel de la Nouvelle-Orléans,.

## Ingrédients
Un Sazerac se prépare en rinçant un verre avec un fond d'absinthe ou de pastis. Trois à quatre traits de cocktail bitter sont ensuite ajoutés à une dose de Rye whisky (whisky de seigle). Le tout est servi avec ou sans glaçon, garni d'un zeste de citron.

## Dans la culture populaire
- Dans le film Malcolm X, Malcolm commande un Sazerac.
- Dans la série NCIS : Nouvelle-Orléans, le docteur Loretta Wade boit un Sazerac, son cocktail de prédilection.
- Dans l’épisode 12 de la saison 3 de la série Bojack Horseman, l'actrice Margo Martindale demande à Skippy de lui servir un Sazerac.
- Dans le film L'Enjeu de Frank Capra, le personnage joué par Katharine Hepburn et une amie s'enivrent au Sazerac dans la scène finale, soulignant le caractère très fort de ce cocktail.
- Dans le jeu vidéo Red Dead Redemption II la recette du Sazerac est écrite sur une feuille à Saint-Denis près du bureau de poste.
- Dans la série The Originals, le coktail Sazerac est le cocktail préféré de Camille O'Connell, qui le prend avec deux cuillerées de miel.
- Dans le film L'Étrange Histoire de Benjamin Button, Thomas Button commande un Sazerac dans un bar de la Nouvelle-Orléans avec son fils : il consomme celui-ci mélangé avec du whisky.
- Dans le film Drunk, ce cocktail est servi aux quatre amis afin qu'ils expérimentent une alcoolémie importante.
- Dans l'épisode 4 de la saison 2 de Treme, le personnage de Janet jette un Sazerac au visage d'un critique gastronomique dénigrant la cuisine de la Nouvelle-Orléans.
- Dans l'épisode 2 de la 4ème saison de Westworld.
- Dans Le Passager de Cormac McCarthy, Western et Kline consomment un Sazerac à La Nouvelle-Orléans
- Dans Vivre et laisser mourir de Guy Hamilton, Félix Later change la commande de James Bond pour deux Sazeracs, dans le bar FILLET OF SOUL, à la Nouvelle-Orléans.
- Dans la série Ghosts : fantômes à la maison, saison 1 épisode 6 « la femme de Pete », le personnage Alberta Haynes « serait prête à tuer n’importe qui pour un Sazerac ».